# Гринвичское кладбище
Гринвичское кладбище (англ. Greenwich Cemetery), также известное как Кладбище Шутерс-Хилл (англ. Shooters Hill Cemetery) — кладбище в королевском боро Гринвич на юго-востоке Лондона. Оно расположено на юго-западных склонах Шутерс-Хилл, на западной стороне южной кольцевой дороги A205, Well Hall Road, примерно на полпути между Вулиджем, на севере, и Элтамом, на юге.
Кладбище было основано в 1856 году Гринвичским погребальным советом, на территории есть две «грубоватые» готические часовни и входной домик 1930-х годов. Его расположение на склоне холма открывает вид на Хрустальный дворец и лондонский Сити. Из-за близости к Королевской военной академии, Королевскому арсеналу, Королевскому военному госпиталю Герберта и другим военным учреждениям на кладбище похоронены многочисленные военнослужащие.

## Мемориалы
Гринвичское кладбище содержит 558 захоронений военнослужащих Содружества времён Первой мировой войны. Более половины из них распределены по всему кладбищу, но 263 захоронения образуют большой участок военных захоронений, известный как «Уголок героев» (англ. 'Heroes' Corner'), где на двух изогнутых табличках указаны имена жертв, похороненных как на участке, так и в безымянных могилах на кладбище.
Прилегающий участок времён Второй мировой войны содержит 75 могил; всего на кладбище находится 124 захоронения времен Второй мировой войны, 3 из которых — неопознанные британские солдаты, и 30 норвежских военнослужащих. Также на кладбище похоронены:
- Уилберфорс Ивс (1867–1920) — австралийский теннисист, финалист Уимблдонского турнира, умер, служа капитаном медицинского корпуса Королевской армии[5].
- Сэр Чарльз Гамильтон[англ.] (1845—1928) — бизнесмен и член парламента от Ротерхайта[англ.]
- Генерал-лейтенант сэр Артур Холланд[англ.] (1862–1927), комендант Королевской военной академии[3], умер депутатом парламента от Нортгемптона.
- Генеральный хирург Джеймс Джеймсон[англ.] (1837–1904) — генеральный директор медицинской службы армии[англ.] во время англо-бурской войны и командующий британской дивизией скорой помощи во время франко-прусской войны[3].
- Николай Огарёв (1813—1877) — ссыльный русский революционер, поэт, публицист (в 1966 году его останки были эксгумированы и кремированы, а его прах был вывезен в Россию двумя членами Союза писателей СССР)[6].
- Персеваль М. Парсонс[англ.] (1819–1892), английский инженер и изобретатель.
- Сэр Уильям Поланд (1797–1884)[2]
- Кристофер Роуленд[англ.] (1929–1967) — член парламента от Меридена[англ.][2]
- Сэр Эндрю Скотт (1857–1939)[2]
- Капитан Уолтер Наплтон Стоун[англ.], (1891–1917)[2]; надгробие — кенотаф: его настоящая могила во Франции так и не была найдена, и он официально увековечен на Мемориале пропавших без вести при Камбре[англ.][7].